# 樂高玩電影2
《樂高玩電影2》是一部於2019年上映的美國3D動畫科幻喜劇電影，為2014年電影《樂高玩電影》的續集，由麥克·米契執導。主要配音員包括克里斯·普瑞特、伊丽莎白·班克斯、蒂芬妮·哈戴許、威爾·阿奈特、史蒂芬妮·碧翠絲、查理·戴、愛莉森·布里、尼克·奧佛曼和瑪婭·魯道夫。
美國於2019年2月8日上映（含IMAX和3D版）。

## 劇情
週二薄餅日事件過後，當年拯救世界的其中兩位英雄——艾密特（克里斯·普瑞特 飾）與露西（伊莉莎白·班克斯 飾）以為終於可以安享人生，於是與其他好友遷移至美國西部，某天艾密特做了一個有關末日的夢，之後邪惡的美漢將軍（史蒂芬妮·碧翠絲 飾）率領軍隊入侵世界，露西、蝙蝠俠（威爾·阿奈特 飾）、太空人班尼（查理·戴  飾）、鬍鬚鋼等英雄與將軍決戰時更被擄走！為營救好友們，艾密特駕駛飛船前往太空，展開霹靂大行動。營救的路途上重重困難，還遇上了鼎鼎大名的雷斯·丹傑維特（克里斯·普瑞特 飾），當艾密特一行人在發現天大的秘密時，另一方面，露西和其他人正遭逢人生中重大的改變......

## 角色
| 配音            | 配音           | 配音   | 配音                           | 角色                                                      |
| 英版            | 台版           | 港版   | 陸版                           | 角色                                                      |
| --------------- | -------------- | ------ | ------------------------------ | --------------------------------------------------------- |
| 克里斯·普瑞特   | 宋昱璁         | 關信培 | 郝祥海                         | 艾密特（Emmet Brickowski）                                |
| 克里斯·普瑞特   | 胡鎮璽         |        | 郝祥海                         | 艾米持、雷克斯 前名艾米特（Emmett, Rex）                  |
| 伊丽莎白·班克斯 | 馮嘉德         | 溫卓妍 | 徐靜                           | 「溫絲黛」露西（Wyldstyle／Lucy）                         |
| 蒂芬妮·哈戴許   | 鄭仁麗         | 邵美君 | 馬曉驥                         | 隨身變女王（Queen Watevra Wa-Nabi）                       |
| 威爾·阿奈特     | 曹冀魯         | 高翰文 | 張云明                         | 「蝙蝠俠」布魯斯·韋恩（Batman／Bruce Wayne）              |
| 史蒂芬妮·碧翠絲 | 汪世瑋、傅其慧 |        | 常蓉珊                         | 美漢將軍（General Sweet Mayhem）                          |
| 查理·戴         | 孟慶府         |        |                                | 本尼（Benny）                                             |
| 愛莉森·布里     | 丘梅君         | 麥紫筠 | 閻么么                         | 獨角貓公主（Princess Unikitty）                           |
| 尼克·奧佛曼     | 符爽           |        | 馮盛                           | 鋼鬍子（MetalBeard）                                      |
| 傑登·山德       | 楊震           |        |                                | 芬恩（Finn）                                              |
| 布魯克琳·普林斯 |                |        |                                | 碧昂卡（Bianca）                                          |
| 瑪婭·魯道夫     | 汪世瑋         | 郭碧珍 |                                | 芬恩媽媽（Finn's Mom）                                    |
| 威爾·法洛       | 孫誠           | 李建良 |                                | 「黑心商人」企業總裁（Lord Business／President Business） |
| 威爾·法洛       | 孫誠           | 李建良 | 樓上那個人（The Man Upstairs） |                                                           |
| 阿圖羅·卡斯特羅 | 于正昌         |        |                                | 蛋捲冰淇淋（Ice Cream Cone）                              |
| 查寧·坦圖       | 劉明勳         | 陳旭恆 |                                | 「超人」克拉克·肯特（Superman／Clark Kent）               |
| 喬納·希爾       | 黃天佑         |        |                                | 「綠燈俠」哈爾·喬丹（Green Lantern／Hal Jordan）          |
| 蔻碧·史莫德     | 魏晶琦         |        |                                | 「神力女超人」黛安娜·普林斯（Wonder Woman／Diana Prince） |
| 傑森·摩莫亞     | 陳彥鈞         |        |                                | 「水行俠」亞瑟·庫瑞（Aquaman／Arthur Curry）              |
| 瑪格·羅比       | 傅其慧         |        |                                | 「哈莉·奎茵」哈琳·奎澤（Harley Quinn／Harleen Quinzel）   |
| 伊克·巴里霍爾茨 | 符爽           |        |                                | 雷克斯·路瑟（Lex Luthor）                                 |
| 雷夫·范恩斯     | 孫中台         |        |                                | 阿福·潘尼沃斯（Alfred Pennyworth）                        |
| 布魯斯·威利     | 劉明勳         |        |                                | 他自己（Himself）                                         |
| 班·許瓦茲       | 劉明勳         |        |                                | 班那那（Banarnar）                                        |

## 製作
2015年2月14日，《樂高玩電影》續集正式名稱為《樂高玩電影續集》（The Lego Movie Sequel）和宣佈克里斯·麥凱因執導《樂高蝙蝠俠電影》，導演一職改為羅布·施拉布。2017年2月，施拉布因「創作分歧」而離開，麥克·米契接任導演職務。
2018年3月23日，宣佈蒂芬妮·哈戴許加盟電影並為新的主演角色配音，克里斯·普瑞特、伊丽莎白·班克斯、威爾·阿奈特、查寧·坦圖和喬納·希爾都回歸聲演前作角色。2018年5月21日，華納兄弟正式更名為《樂高玩電影2》（The Lego Movie 2: The Second Part）同時發佈首張前導海報。2018年6月4日，首張海報發佈後宣佈首回預告在翌日發佈。

## 發行
《樂高玩電影2》定於2019年2月8日上映。電影原定於2017年5月上映，但後來檔期改為《樂高蝙蝠俠電影》，該片後來提前至2017年2月10日上映。當時，這部電影計劃於2018年5月18日上映。

### 評價
爛番茄根據301條評論，獲得84%的新鮮度，平均得分7／10。在Metacritic上，電影獲得了65分。據CinemaScore調查，觀眾的評價在A+至F落於「A-」，本片獲得了普遍好評。

### 票房
| 上一届： 《異裂》 | 2019年美國週末票房冠軍 第6週 | 下一届： 《艾莉塔：戰鬥天使》 |

## 外部連結
- 互联网电影数据库（IMDb）上《樂高玩電影2》的资料（英文）
- Box Office Mojo上《樂高玩電影2》的資料（英文）
- Metacritic上《樂高玩電影2》的資料（英文）
- 爛番茄上《樂高玩電影2》的資料（英文）
- AllMovie上《樂高玩電影2》的资料（英文）
- 開眼電影網上《樂高玩電影2》的資料（繁體中文）
- 豆瓣电影上《樂高玩電影2》的資料 （简体中文）
- 时光网上《樂高玩電影2》的資料（简体中文）